# Javiera y los Imposibles
Javiera y los Imposibles es una banda chilena de pop rock liderada por Javiera Parra. En sus más de 30 años de trayectoria, ha sido integrada por una serie de músicos chilenos, y se ha convertido en uno de los pocos grupos de pop chileno que ha logrado la continuidad más allá de un éxito efímero.

## Biografía

### Los comienzos
El grupo nació cuando Javiera Parra, hija de Ángel y nieta de Violeta conoce al también músico chileno Álvaro Henríquez cuando ambos participaron en el histórico montaje de la obra de teatro La negra Ester, dirigida por Andrés Pérez y basada en las décimas escritas por su tío abuelo Roberto Parra Sandoval. Una relación sentimental propició y apresuró la salida de una primera obra musical, Corte en trámite, de 1995, disco producido y compuesto principalmente por Henríquez, que reunió en esta banda a los músicos más importantes y "ocupados" de la época: Roberto Lindl (bajo), Cuti Aste (teclados, acordeón, saxo, coros), Juan Pablo Bosco (batería, percusión) y el mismo Álvaro Henríquez (guitarras, coros). De ahí el nombre de la banda.
El álbum tuvo un éxito impensado, con el sencillo "Te Amo Tanto" encabezando las listas de popularidad chilenas durante buena parte de ese año. Los siguientes temas: "Compromiso" (una versión de la cantante chilena Cecilia), "Autopsia" y "Humedad" (compuestas por Álvaro Henríquez) también resultaron en éxitos resonantes, que hicieron de Corte en trámite uno de los discos más definitorios y representativos de la década de los 90.

### La suerteyA color
Es después de este éxito que Los Imposibles comienzan a constituirse en una "verdadera" banda, encabezada por Javiera, que busca a quienes puedan servirle mejor como vehículo para transmitir sus creaciones: así encuentra al guitarrista y compositor Cristian López, el bajista Fernando Julio (con posterior experiencia en grupos como Inti-Illimani Histórico) y el baterista Marcelo Filippi, manteniendo al teclista Cuti Aste en sus filas. Con esta formación graba y lanza La Suerte (1998), un disco mucho más oscuro que el de debut, grabado en el invierno de Inglaterra. Sus letras, más densas y febriles, parecen dirigirse a un amor terminado, sin perder la ironía inocente del disco anterior. A pesar del éxito en crítica y de ser considerado "el mejor álbum nacional grabado en el año", no obtiene las mismas cifras de ventas que Corte en Trámite. Los sencillos "Alacrán" (última composición de Álvaro Henríquez para Javiera y Los Imposibles) y "Proverbios" logran, sin embargo, gran impacto radial.
Dos años más tarde, el álbum A color afianza al grupo en términos creativos y musicales. La dupla compositora principal López-Parra, se muestra en temas como el exitoso sencillo "Soy Tu Agua", la alegoría disco "Fiesta" y el nuevo cover, "El Muchacho de los Ojos Tristes". El álbum, más alegre que el anterior, es también más exitoso, y cuenta con la producción de Cristián Heyne, experto productor de discos de pop de grupos como Supernova y solistas como Luis Jara.

### La maldita primavera
Precisamente la versión motiva a Javiera y Los Imposibles a grabar su álbum más exitoso, AM, lanzado en 2001. Conteniendo versiones de temas clásicos de la radio AM, famosos en su mayoría en la década del 70, el disco se transforma en un éxito aún mayor que el del disco debut. Los sencillos "La Maldita Primavera", "Respiro" y "No" son éxitos rotundos.

### El poder del mar
La composición se recupera con El poder del mar (2003), disco que, nuevamente, genera críticas muy favorables, y significa la integración definitiva de DJ Caso en secuencias, explorando nuevos sonidos en la construcción musical de la banda. El sencillo homónimo tuvo cierta difusión, además de los subsiguientes, "Tu Cama" y "Nieve".
Las canciones "Secreta Presencia" y "Entre una Luna y un Sol" fueron utilizadas para la banda sonora de la película chilena La Sagrada Familia. El grupo se presentó en el Festival del Huaso de Olmué de 2006, con Roberto Arancibia, bajista de De Saloon, reemplazando a Fernando Julio, que se integró a Inti-Illimani a tiempo completo. En agosto de 2006 celebraron su décimo aniversario de carrera con tres conciertos en las salas SCD del Barrio Bellavista de Santiago.

## Proyectos individuales
Javiera Parra ha sido la voz solista de varios temas de teleseries (La Fiera y Tentación), además de presentar durante 2005 el programa de música Canción Nacional de Canal 13. El guitarrista y compositor Christian López ha participado como productor de los dos discos de la banda nacional De Saloon, y, junto con Javiera y la chelista Ángela Acuña, ha integrado el trío Malabia. Marcelo Filippi es, habitualmente un baterista de sesión, para grupos como Saiko y Supernova, y se incorporó a la nueva formación de Emociones Clandestinas en 2005. Todo esto da a la banda la apariencia de "temporal", dada la gran cantidad de proyectos de sus integrantes.

## Formación actual

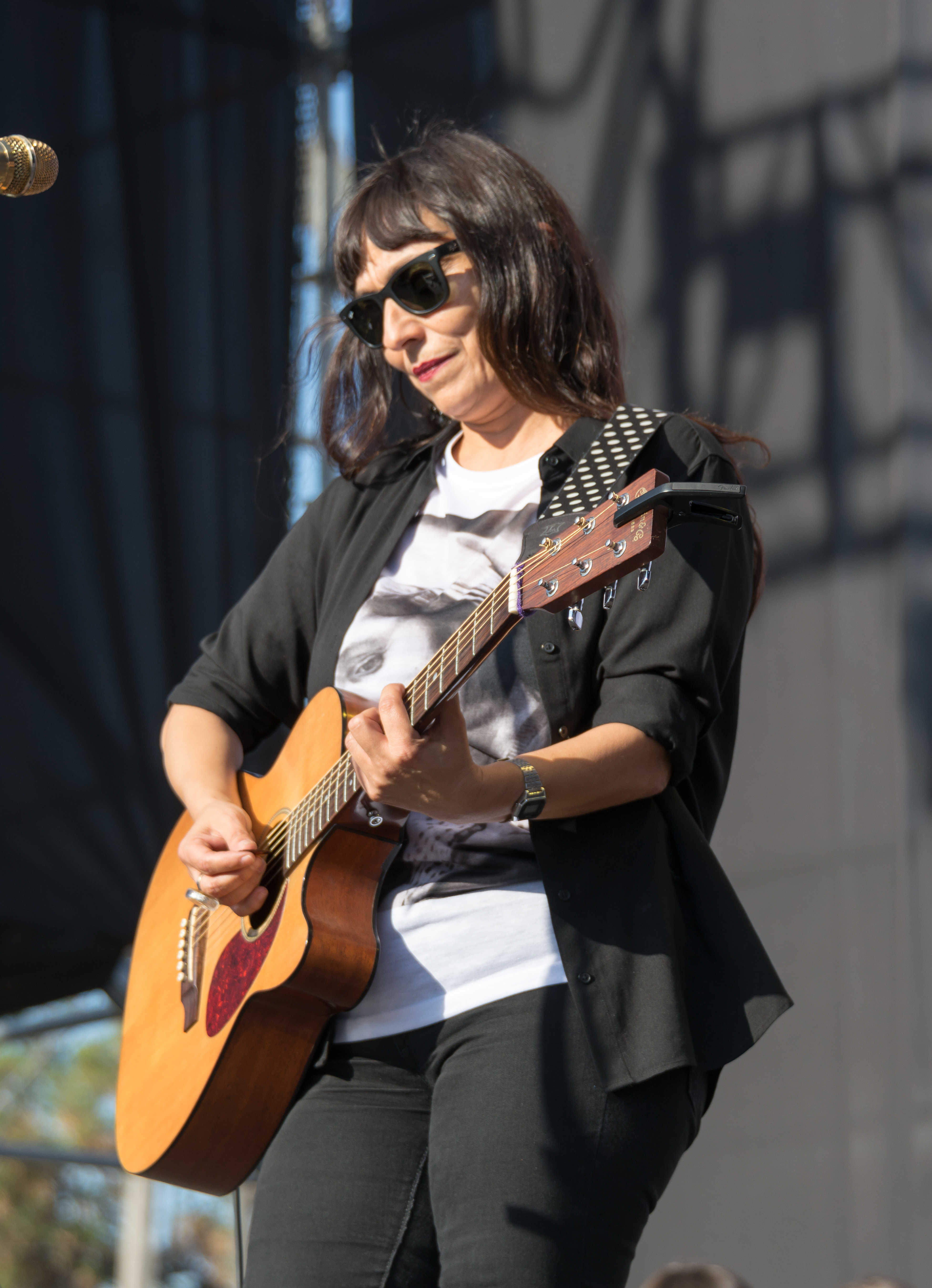
Javiera Parra en 2019.

- Javiera Parra: voz
- Cristián López: guitarra, voz
- Roberto Arancibia: bajo
- Cuti Aste: teclados
- Marcelo Filippi: batería

## Discografía

### Álbumes de estudio
- 1995 - Corte en trámite[2]
- 1998 - La suerte
- 2000 - A color
- 2001 - AM
- 2003 - El poder del mar[3]
- 2012 - El árbol de la vida[4]
- 2019 - Gracias a Violeta

### Singles & EPs
- Humedad, BMG Chile S.A., 1995
- Te Amo Tanto, BMG Chile S.A., 1995
- Compromiso, BMG Chile S.A., 1996
- Autopsia, BMG Chile S.A., 1996
- La Ventana Verde, BMG Chile S.A., 1997
- Alacrán, BMG Chile S.A., 1998
- Proverbios, BMG Chile S.A., 1998
- Tanaca, BMG Chile S.A., 1998
- Fiesta, Columbia, 2000
- Soy Tu Agua, Columbia, 2000
- El Muchacho De Los Ojos Tristes, Columbia, 2000
- Salir de Aquí, Columbia, 2001
- El Poder Del Mar, Columbia/Sonic Music - Argentina/Chile respectivamente, 2003
- La Conquistada, La Oreja, 2006
- Tu isla, 2021
- Sistema solar, 2023
- La playa, 2024
- Un café para Platón, 2025

### Compilaciones
- 2001 - Grandes versiones (acreditado a Javiera Parra)

### Colaboraciones
- 1999 - Tributo a Sandro: Un disco de rock (con la canción «Así»)
- 2000 - Tributo a Los Prisioneros (con la canción «Él es mi ídolo»)
- 2003 - Generaciones (con una versión de la canción «Cómo deseo ser tu amor», junto a Lucho Muñoz)
- 2006 - Homenaje a Los Jaivas (con la canción «La conquistada», sencillo promocional del álbum)